# Sucre d'érable

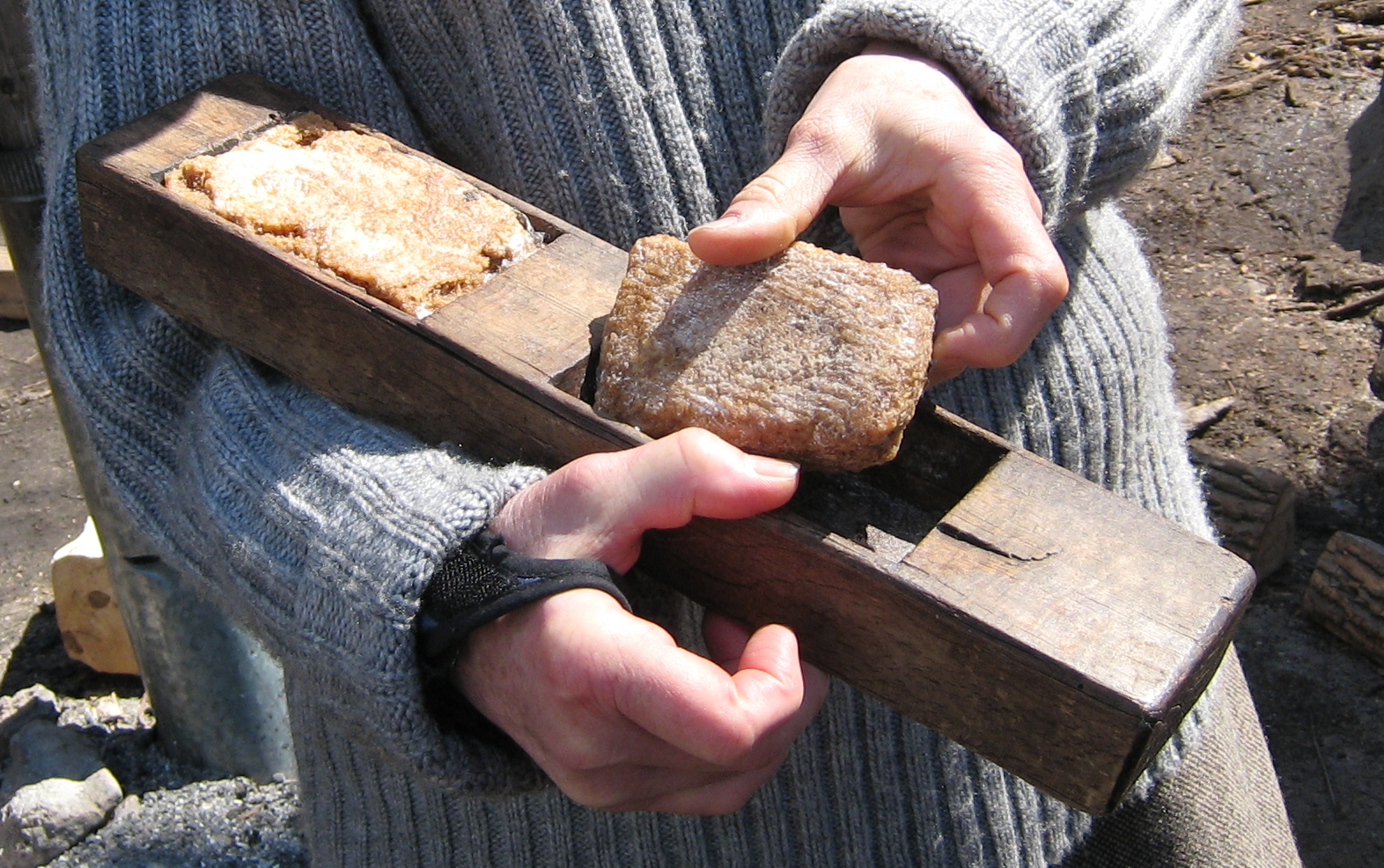
Ziiga'igaans (cubes de sucre d'érable) confectionné grâce à un ziiga'iganaatig (moule à sucre)

Le sucre d'érable résulte de la déshydratation du sirop d'érable par chauffage. C'est un sucre naturel, dont l'indice glycémique de 54 est inférieur à celui du sucre de betterave ou canne (60) et celui du miel (55-87). 
Le sirop d'érable est chauffé jusqu'à une température d’ébullition de 114 à 125 °C, en refroidissant il cristallise. Les cristaux de sucre d'érable sont ensuite obtenus par filtration. En refroidissant rapidement le sirop tout en le brassant, on obtient une pâte de consistance similaire au beurre, appelé pour cette raison beurre d'érable.
C'est un marquant bien adapté aux préparations culinaires comme les desserts, en ingrédient ou en couverture. En effet, on trouve ce sucre sous trois formes : cigarette, pailleté et fin. Le pailleté est idéal pour une crème brûlée (froide ou chaude), la cigarette pour une mise en place finale, comme sur une glace ou une tarte.